# Лин Нотидж
Лин Нотидж (на английски: Lynn Nottage) е американска драматуржка.
Родена е на 2 ноември 1964 година в Ню Йорк в афроамериканско семейство на психолог и учителка. През 1986 година получава бакалавърска степен от Университета „Браун“, а през 1989 година завършва магистратура в Йейлския университет. През следващите четири години работи за правозащитната организация „Амнести Интернешънъл“, след което започва да пише пиеси, главно със социална тематика. Получава широка известност с „Intimate Apparel“ (2003), получава две награди „Пулицър“ за драма – за „Ruined“ (2009) и „Sweat“ (2017). Преподава в Колумбийския и Йейлския университет.